# 鮑姆加特納
鮑姆加特納，可以指：
- 鲍姆加特纳·佐尔特（匈牙利語：Baumgartner Zsolt，1981年1月1日－）：匈牙利司機。
- 尼克·鮑姆加特納（英語：Nick Baumgartner，1981年12月17日－）：美國單板滑雪運動員。
- 汉斯·鲍姆加特纳（德語：Hans Baumgartner，1949年5月30日－）：德国男子田径运动员。
- 菲利克斯·鲍姆加特纳（德語：Felix Baumgartner，1969年4月20日－）：奥地利运动员。
- 克里斯托夫·鲍姆加特纳（德語：Christopher Baumgartner，1999年8月1日－）：奥地利足球运动员。

|  | 本页或本分段罗列了姓氏为「鮑姆加特納」的人物。 如果是一个指代特定个人的内链将您引导到本页，請考慮修正該人物的名字以將链接指向正確的條目。 |